# Ráj (Karviná)
Ráj (německy Roj, polsky Raj) je původní obec, kdysi závislá na historickém městu Fryštátu, dnes místní části Karviné, často označovanou jako Karviná 4 – Ráj. Leží na katastrálním území Ráj.

## Historie
Obec je zmiňovaná již počátkem 14. století. V polovině 16. století zde postavil fryštátský kníže Bedřich Kazimír svůj druhý zámek, v osmdesátých letech 20. století značně zchátralý a zbořený. Od konce 16. století byl Ráj centrem samostatného stavovského panství Ráj. V 19. století zde baron Jiří Bees náhodou objevil léčivé prameny, které daly základ vzniku známých Lázní Darkov. Původně zamýšlel provést geologické vrty, které měly potvrdit existenci černého uhlí na jeho pozemcích, místo uhlí však na několika místech vytryskly gejzíry slané vody. Místní lidé vodu začali používat a zpozorovali kladné účinky těchto pramenů. Po odborném průzkumu v laboratořích ve Vídni se potvrdila léčivá síla těchto jodobromových pramenů a poprvé vodu k léčení začal používat fryštátský lékař dr. Alois Fiedler. Později zde vzniklo lázeňské místo Ráj, jež se pak změnilo na Lázně Darkov a roku 1868 začala první lázeňská sezóna. Léčilo se zde mnoho příslušníků rakouské aristokracie a populárních osobností ze světa politiky, kultury a sportu.

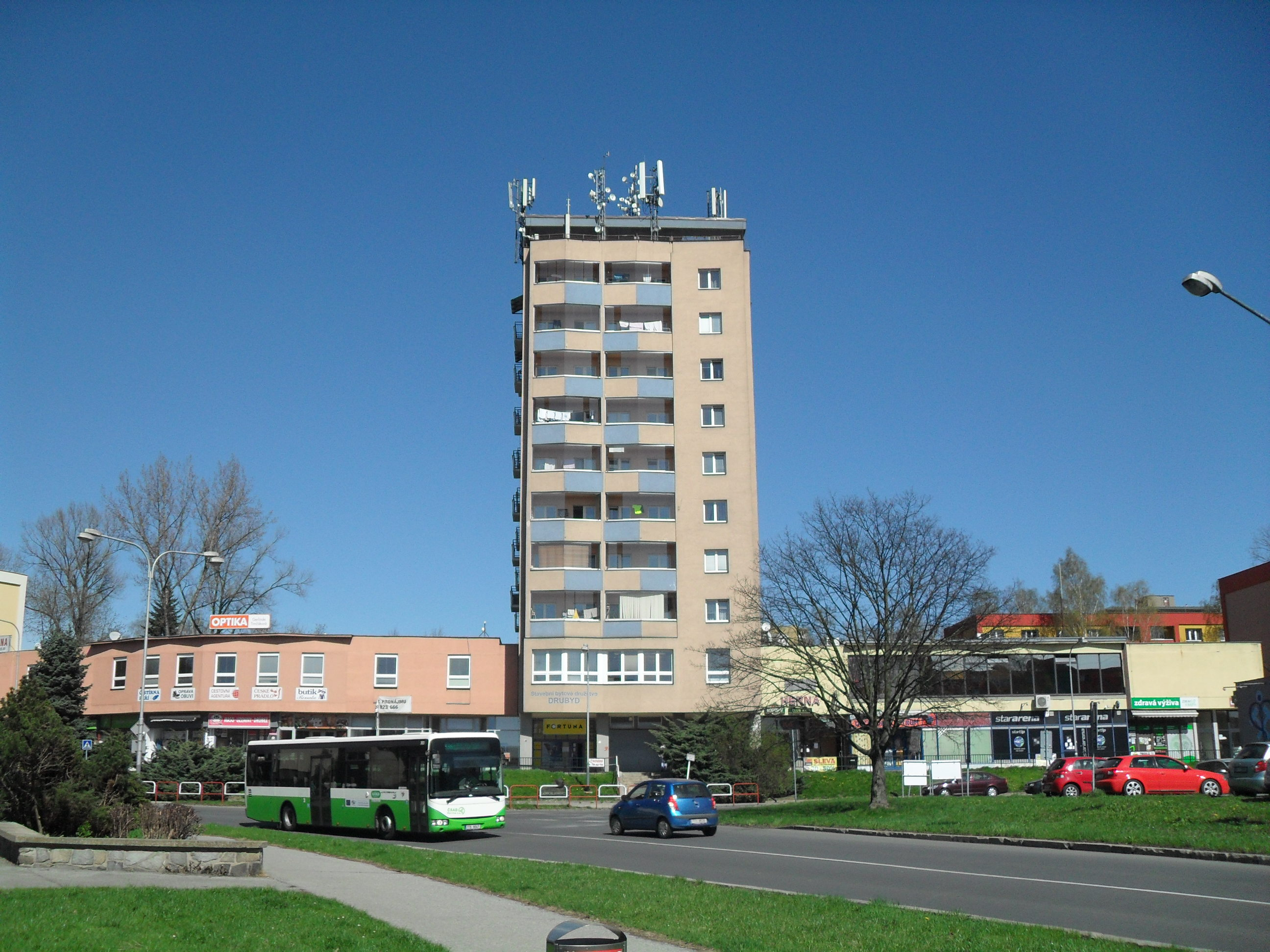
Výšková budova Drubyd je hlavní dominantou Ráje

Za nacistické okupace byla obec Ráj územně spojena s Fryštátem a Karvinnou v jeden celek s německým názvem Karwin-Freistadt a po válce se toto spojení obnovilo, ale již s českým názvem Karviná. Rájem vedla místní dráha KFNB, spojující hlavní karvinské nádraží s nádražím Karviná město a nádražím v Petrovicích u Karviné. Železniční zastávka Ráj byla zrušena, ale objekt čekárny ve Fryštátské ulici poblíž krajské nemocnice je zachován. Dnes je budova bývalé železniční zastávky administrativně přičleněna ke Karviné-Fryštátu a je součástí městské památkové a lázeňské zóny Karviná-Fryštát a Lázně Darkov.

## Zámek Ráj
Zámek Ráj nechal postavit jako své druhé sídlo fryštátský kníže Bedřich Kazimír. Kníže, člen rodové linie těšínských Piastovců, stejně jako i jiní příslušníci tohoto rodu, rád pobýval ve Fryštátě. Zdejší zámek mu ale nevyhovoval, proto dal v polovině 16. století postavit zámek v nedalekém Ráji. Zámek byl atriový s vyhlídkovou věží a obklopený zahradou. Poněvadž výstavbou tohoto zámku Bedřich Kazimír značně fryštátské knížectví zadlužil, bylo po jeho smrti, jež ho krátce nato zastihla (1572) poblíž Českého Brodu na služební cestě do Prahy k císaři Maxmiliánovi, fryštátské panství s oběma zámky prodáno a navždy vyčleněno z Těšínského područí.
V 19. století vlastnil zámek slezský baron Jiří Bees, který jej na přelomu 19. a 20. století odprodal fryštátskému hraběti Larisch-Monnichovi. Ten zámek opravil a zřídil kolem něj nádherný zámecký park s jezerem. Během druhé světové války zámek Ráj obsadili Němci a po válce byl zámek se vším Larischovým majetkem zkonfiskován. Zřídila se zde nemocnice. V padesátých letech 20. století, po výstavbě velké nemocnice s poliklinikou, se nemocniční zařízení ze zámku přestěhovalo a budova začala chátrat. Nevhodné stavební úpravy daly rychlý spád zkáze a po požáru byl zámek počátkem 80. let 20. století zbořen. Zůstaly zde jen nepatrné trosky, sklepení a park. Jezero, které bylo opředeno pověstí o rájecké víle, zcela zaniklo. Dnes je někdejší zámecký park zámku Ráj součástí krajské nemocnice s poliklinikou.

## Současnost

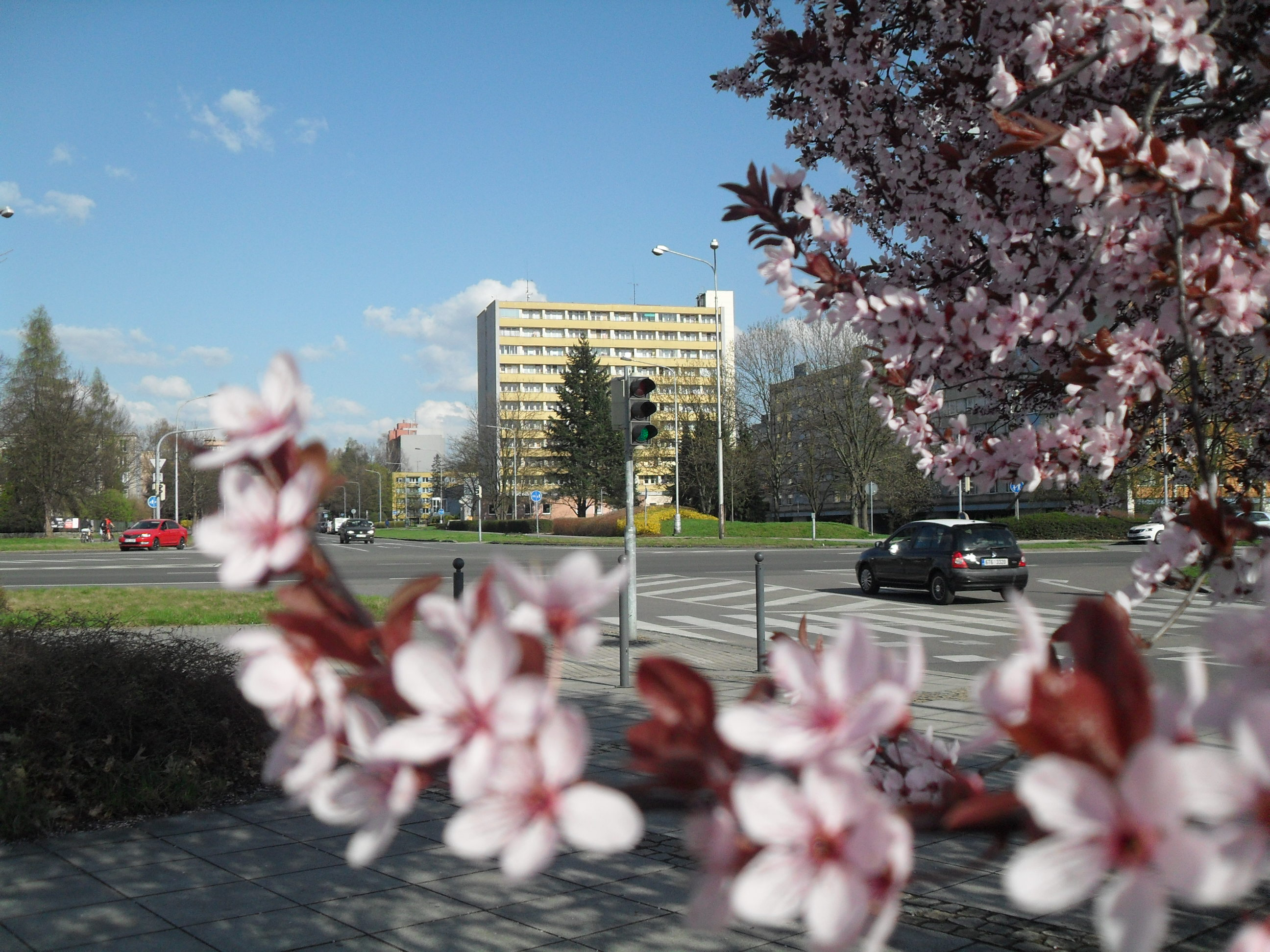
Karvinské předměstí Ráj z Univerzitního náměstí

Po roce 1963 se v Ráji vybudovalo velké sídliště Karviná-Ráj a Mizerov, ve kterém dnes žije polovina obyvatel města Karviné. Dnešní předměstí Karviné, Ráj, má své vlastní centrum, kulturní vyžití, obchodní domy i rekreační zóny, především Rájský kopec, řeku Olši a blízké jezero Darkov. V Ráji je Městský stadion, kde se hraje prvoligový fotbal (MFK Karviná). Na ulici Kubiszova sídlí KSČM Karviná, na této ulici se nachází i kulturní stánek polské menšiny, přírodovědná stanice, katolický kostel a sál Království svědků Jehovových.
V části Mizerov má sídlo regionální knihovna Karviná, základní umělecká škola Bedřicha Smetany s koncertním sálem, v části Vydmuchov stojí v místě bývalého zámku Ráj krajská nemocnice s poliklinikou, kde k procházkám pacientů slouží bývalý zámecký park. Pod vrcholem Rájského kopce je Centrální hřbitov města Karviné. Původně budova hřbitovní správy a obřadní síně byla postavena jako kulturní dům budoucího sídliště pro dalších 27 000 obyvatel, které mělo stát v místě přilehlého zemědělského pole. Ačkoli již těžká technika připravovala výstavbu, revoluce v listopadu 1989 záměr výstavby sídliště zastavila.

## Příroda

### Rájský kopec
V Ráji je nejvyšší bod města Karviné, 306,9 metrů vysoký Rájský kopec s rozhledem do Beskyd a okolí. Má dva vrcholy, severní s výletní restaurací, kam dojíždí autobus MHD č. 519 a 520, je vrcholem Rájského kopce, zatímco o něco nižší jižní vrchol nabízí zajímavý rozhled a během stmívání lze odsud také pozorovat panoráma vzdálených Jeseníků s typickou siluetou Pradědu. Na jižním vrcholu je točna autobusů MHD č. 514 a opodál se do výše tyčí telekomunikační věž, dominanta Ráje (není přístupna veřejnosti). Na severním svahu Rájského kopce leží Černý les, na jižním svahu zbytky Rájského lesa s bohatou faunou. Na obou vrcholech jsou silniční přechody do Polska. V minulosti zde také bývalo JZD – státní statek Karviná. Dnes v objektech bývalého statku provozují činnost soukromé firmy.

### Řeka Olše
Řeka Olše tvoří nedílnou součást Karviné-Ráje. Svou délkou 99 km je nejdelší moravskoslezskou řekou a pramení v polské Istebně. Protéká městy Jablunkov, Třinec, Těšín, Karviná a u Bohumína ústí do řeky Odry. Právě v Karviné-Ráji se odděluje od státní hranice s Polskem, kterou Olše tvoří v úseku Těšín – Karviná a pak v úseku Závada – Bohumín. V Karviné-Ráji Olše láká k odpočinku a procházkám. Na území Karviné-Ráje má jedno přemostění silnicí I. třídy č. 67 a má dva splavy, u prvního z Olše vytéká říčka Mlýnka, která dále teče přes Lázně Darkov a zámecký park zámku Fryštát. Mlýnka je v podstatě přírodní kanál, který dal vybudovat fryštátský hrabě Larisch-Monnich. Její tok je regulován stavidlem. Podél řeky Olše vede cyklistická stezka.

### Černý les
Černý les v Karviné-Ráji se rozprostírá na severozápadním svahu Rájského kopce. Středem lesa vede česko-polská státní hranice, část lesa tedy leží na území polských Kačic. Černý les je zachovalou částí dnes již zaniklého Rájského lesa, který se nacházel na širším území na svazích Rájského kopce. Mnohem menší zbytky lesa se ještě nacházejí u přilehlého sídliště Karviná-Ráj a je využívaný jako lesopark, jehož středem teče Rájský potok. Černý les byl v minulosti veřejnosti zcela nepřístupný pro přítomnost v lese ukrytému protiletadlovému raketovému oddílu (plrk sovětské výroby S-75 Dvina), kde se nachází kryty podobné těm z čs. opevnění a také kvůli státní hranici. Dnes ovšem je les zcela přístupný a dokonce volně průchozí na polskou stranu. Okrajem lesa jezdí autobusy MHD Karviná číslo 519 a 520.